# 胡沖霄
胡沖霄（1470年—？），字□□，河南汝寧府光州人，民籍，明朝政治人物。

## 生平
弘治十一年（1498年）戊午科河南鄉試第六十九名舉人。弘治十八年（1505年）中式乙丑科會試第二百二十三名，三甲第一百零五名進士。

## 家族
曾祖胡□；祖父胡□；父胡能，母邢氏。具慶下。